# Зоркий-12

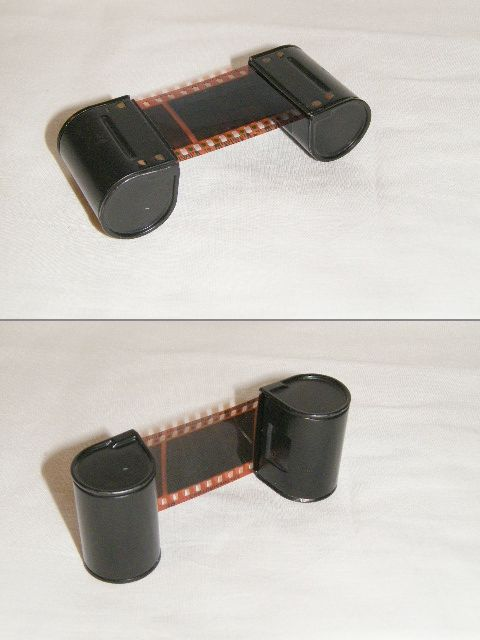
Кассеты «Рапид»

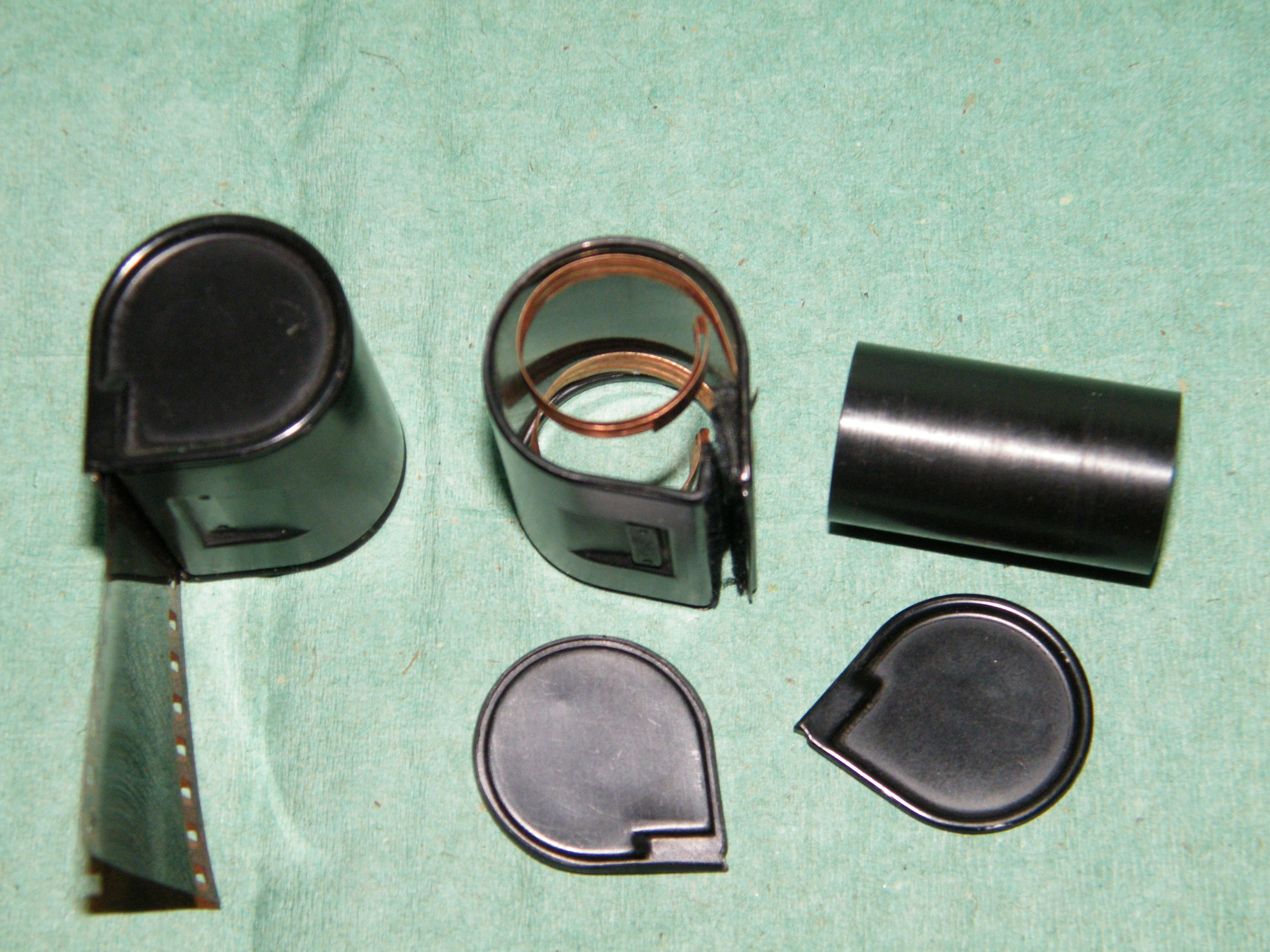
Устройство кассеты «Рапид»

Зо́ркий-12 — советский шкальный полуформатный фотоаппарат, выпускавшийся с 1967 по 1968 год на Красногорском механическом заводе.
Первый советский автоматический полуформатный фотоаппарат.
Всего выпущено 7200 экземпляров.

## История
В 1963 году фирмой Kodak была разработана система быстрой зарядки фотоплёнки, применявшаяся в фотоаппаратах серии «Kodak Instamatic». Этот тип фотоматериала получил наименование как Type 126. В большом количестве выпускались фотоаппараты под эту фотоплёнку, в том числе и однообъективные зеркальные.
Фирма Agfa в середине 1960-х годов разработала собственную систему «Rapid».
В кассетной зарядке «Rapid» применялись две однотипные кассеты (подающая и пустая приёмная). Перемотка используемой фотокиноплёнки производилась за перфорацию, обратная перемотка не требовалась. В кассету помещался отрезок 35-мм киноплёнки, рассчитанный на 12 кадров размером 24×36 мм. После фотосъёмки пустая подающая кассета становилась на место приёмной.
Кассетная зарядка «Рапид» в Европе широкого распространения не получила.
Кроме «Зоркого-12», в СССР производился ещё только один фотоаппарат системы  «Рапид» — «Смена-Рапид» (ЛОМО, 1968-1977 год). Оба аппарата производились в основном на экспорт, в СССР распространения не получили.

## Технические характеристики
- Тип применяемого фотоматериала — перфорированная фотокиноплёнка шириной 35 мм в кассетах «Рапид». Размер кадра — 18×24 мм. Количество кадров — 24.
- Корпус металлический, с открывающейся задней стенкой.
- Фотографический затвор — центральный. Выдержки 1/125 с (автоматическая) и 1/30 с (для ручной установки диафрагмы и для съёмки с фотовспышкой).
- Синхроконтакт «Х», крепление для фотовспышки.
- Значения диафрагмы от 2,8 до 16.
- Объектив — несъёмный «Гелиос-98» 2,8/28. Фокусировка от 0,8 м до бесконечности. Угол поля зрения — 56°. На аппаратах ранних выпусков (опытная партия) можно встретить название объектива «А-4МУ» 2,8/28.
- Видоискатель оптический, параллаксный.
- Взвод затвора и перемотки плёнки скрытой головкой. Счётчик кадров автоматический самосбрасывающийся.
- Автоспуск отсутствует.
- Резьба штативного гнезда — 1/4" дюйма.

## Принцип работы автоматики
Кольцевой селеновый фотоэлемент расположен вокруг передней линзы объектива. При применении светофильтров автоматически вносятся поправки на их плотность. Резьба для светофильтров — М40,5×0,5.
Фотоаппарат «Зоркий-12» — автомат с приоритетом единственной выдержки 1/125сек. (также его можно классифицировать и как программный автомат).
При максимальной яркости объекта съёмки отрабатывается диафрагма 16, при минимальной яркости — диафрагма 2,8. Изменить значение выдержки 1/125 с. в автоматическом режиме невозможно.
В ручном режиме при отключённой автоматике при выдержке 1/30 с возможна установка диафрагмы от 2,8 до 16. Этот же режим используется при работе с электронной фотовспышкой.
Диапазон светочувствительности фотоплёнок от 16 до 250 ед. ГОСТ.

## Фотоаппараты «Зоркий-10» и «Зоркий-11»
С 1964 года на Красногорском механическом заводе выпускались автоматические фотоаппараты «Зоркий-10» и «Зоркий-11» (размер кадра 24×36 мм, зарядка 35-мм фотокиноплёнкой в стандартных кассетах).
Элементы конструкции «Зоркого-10» и «Зоркого-11» использованы в полуформатном фотоаппарате «Зоркий-12», эти три камеры традиционно классифицируют как «семейство „Зоркий-10“».
Фотоаппарат «Зоркий-12» является объектом коллекционирования.